# Herbert Wagner (politico)
Herbert Wagner (Neustrelitz, 21 settembre 1948) è un ex politico tedesco, sindaco di Dresda dal 1990 al 2001.